# Infames
Az Infames egy mexikói telenovella a Cadena Tres-Argostól. Főszereplői: Vanessa Guzmán, Luis Roberto Guzmán, Miguel Ángel Muñoz, Ximena Herrera, Lisette Morelos és Eréndira Ibarra. A sorozat Magyarországon még nem került adásba.

## Történet
|  | Alább a cselekmény részletei következnek! |

Öt évvel ezelőtt: Daniel feleségül kéri barátnőjét, Sara-t. Még ugyanezen a napon Daniel autójával „baleset”et szenved és meghal. Sara ellen vádat emelnek Daniel halála miatt és börtönbe kerül. A börtönben barátságot köt María Eugenia-val, egy drogkereskedővel, akinek a segítségével megszökik a börtönből. Sara plasztikai műtéttel megváltoztatja külsejét és Dolores néven új életet kezd. Legfőbb célja, hogy bosszút álljon Daniel gyilkosán, valamint azokon, akik tönkretették az életét. 
Öt évvel később Dolores-nek, hamis iratokkal, sikerül bejutni a minisztériumba. Dolores főnöke, a perverz és manipulatív Porfirio Cisneros. Hamarosan kezdődik az elnökválasztás. A minisztériumban minden erővel Juan José Benavides-t támogatják Ignacio Cabello-val szemben. Dolores szerelmes lesz Ignacio tanácsadójába, José María-ba. José María-t nemrégiben még Joaquínnak hívták és azért alkalmazták, hogy segítsen leleplezni egy pénzmosással foglalkozó hálózatot. Az idő múlásával Dolores és José María fel fogja ismerni, hogy közösek az ellenségeik. 
|  | Itt a vége a cselekmény részletezésének! |

## Szereplők

### Főszereplők
| Színész(nő)          | Szerep                                       | Megjegyzés                                 |
| -------------------- | -------------------------------------------- | ------------------------------------------ |
| Vanessa Guzmán       | Ana Leguina                                  | Porfirio asszisztense                      |
| Luis Roberto Guzmán  | Porfirio Cisneros                            | Ana, Dolores, Sol, Casilda és Yalda főnöke |
| Miguel Ángel Muñoz   | José María 'Chema' Barajas / Joaquín Navarro | Ignacio tanácsadója                        |
| Ximena Herrera       | Dolores 'Lola' Medina / Sara Escalante       | Porfirio asszisztense                      |
| Lisette Morelos      | Sol Fuentes                                  | Porfirio asszisztense                      |
| Eréndira Ibarra      | Casilda Barreiro                             | Porfirio asszisztense                      |
| Carlos Torrestorija  | Juan José Benavides                          | Pénzügyminiszter és elnökjelölt            |
| Juan Ríos            | Ignacio Cabello                              | Elnökjelölt                                |
| Andrés Montiel       | Emilio Ferreira                              | Blogger                                    |
| Bianca Calderón      | Claudia Benavides                            | Juan José felesége                         |
| Ruy Senderos         | Ricardo 'Ricky' Benavides                    | Juan José és Claudia fia                   |
| Nicolás Krinis       | Javier Peregrino                             |                                            |
| Aldo Gallardo        | Felipe Sánchez Trejo                         | Szenátor                                   |
| Aurora Gil           | Amanda Ortiz                                 | Ügyvéd, Sara barátnője                     |
| Juan Martín Jauregui | Daniel Herrera                               | Sara vőlegénye                             |
| Heriberto Méndez     | Luis                                         | Yalda barátja                              |
| Claudia Ramírez      | María Eugenia Tequida                        | Drogkereskedő, Sara barátnője              |
| Joaquín Garrido      | Leopoldo Rivas                               |                                            |

### Vendég- és mellékszereplők
- Adriana Lumina ... Valery Preciado – Ana testvére
- Alejandro Usigli
- Alexander Holtmann ... Richard Davis
- Aline Marrero
- Ángel Cerlo
- Anilú Pardo
- Antonio Arias
- Bárbara Singer ... Sofía Navarro – Joaquín  testvére
- César Izaguirre
- Citlali Galindo
- Enrique Anaya
- Francisco "Pakey" Vázquez
- Héctor Berzunza ... Saúl Mayorga – Energiaügyi miniszter
- Iñaki Goci
- Itahisa Machado – Joaquín barátnője
- Jaime del Águila
- Joanydka Mariel
- Jonathan Caballero
- José Carlos Montes-Roldán ... Olvier Reynaud
- Lina Durán
- Lourdes Reyes ... Yalda Adam – Porfirio asszisztense
- Manuela Vellés ... Irene – Spanyol rendőr
- Marcela Espreso
- Marco Treviño
- Marco Zetina
- Maritza Aldaba
- Mónica Lentz
- Patricia Rozitchner
- Saturnino Martínez
- Thanya López ... Sara Escalante – Daniel menyasszonya
- Xavier del Valle
- Zua Grecia